# José Miguel Cejas
José Miguel Cejas (Castellón de la Plana, Comunidad Valenciana, 20 de abril de 1952-Madrid, 4 de febrero de 2016) fue un escritor español y doctor en Ciencias de la Información.

## Biografía
José Miguel Cejas Arroyo nació el 20 de abril de 1952 en Castellón de la Plana. En 1975 se licenció en la Facultad de Ciencias de la Información de la Universidad de Navarra. En el curso académico 1975/76 comenzó a dar clase de la asignatura de "Literatura Universal e Hispánica Contemporánea", primero como Ayudante de profesor de esa misma Facultad hasta 1979. Y desde entonces hasta 1981, como profesor titular. Estructuró dicha asignatura en diversas áreas: arte, cine, ensayo, música clásica, novela, teatro y teoría literaria. Su maestro fue el poeta y novelista croata Luka Brajnović, profesor en la Universidad de Navarra. En esta etapa universitaria, se dedicó a la docencia y a la investigación, y cimentó su vocación literaria. El 17 de noviembre de 1983, defendió su tesis doctoral: "Literatura y periodismo en los "Blocnotes" de François Mauriac", y se estableció en Madrid.
En la capital de España, inició su producción literaria, fruto de la cual han aparecido más de una veintena de libros, algunos de los cuales han sido traducidos a diversos idiomas: alemán, catalán, euskera, francés, inglés, italiano y portugués. En su obra abunda fundamentalmente la biografía. Realizó las de: San Josemaría Escrivá de Balaguer, Álvaro del Portillo, Montserrat Grases, José María Somoano, Mª Ignacia García Escobar, y Ernesto Cofiño.
Durante los últimos años de su vida realizó una serie de viajes a Japón, Estonia, Letonia, Lituania, Rusia, Finlandia, Suecia, Noruega, Islandia, Groenlandia, Islas Feroe, para escribir sobre la labor desarrollada por los cristianos -católicos, luteranos, ortodoxos- en esas tierras; y los comienzos de la labor apostólica de la Prelatura del Opus Dei.
El 4 de febrero de 2016, y mientras daba una clase de catecismo a unos escolares en un colegio de Madrid, falleció de un ataque al corazón. El 9 de marzo se presentó en Madrid su libro "Cálido viento del norte". En el acto intervinieron mons. Raimo Goyarrola, vicario general de la diócesis de Helsinki, y el reverendo Juhani Holma, pastor de la Iglesia luterana de Finlandia. En diciembre de 2016 se publicó otra obra póstuma "Cara y cruz".

## Monografías
- "8 historias sin vergüenza ¿Resiliencia o don?", Madrid, Freshbook, 2015, 1ª, 139 pp.
- "Álvaro del Portillo: Al servicio de la Iglesia", Madrid, San Pablo, 2014, 1ª, 159 pp.
- "El baile tras la tormenta: Relatos de disidentes de los países bálticos y Rusia", Madrid, Rialp, 2014, 1ª, 287 pp. [Traducido al francés "Le bal après la tempête",[2] aux Editions Blanche de Peuterey, 2015. ISBN 978-2-36878-110-4]
- "Cálido viento del norte: Relatos de disidentes de las ideologías dominantes en Suecia, Noruega, Dinamarca y Finlandia, Islandia, Groenlandia y las Islas Feroe", Madrid, Rialp, 2016, 1ª, 348 pp.
- "Cara y cruz: Josemaría Escrivá", Madrid, San Pablo, 2016, 1ª, 702 pp.
- "Los cerezos en flor: relatos sobre la expansión del Opus Dei en Japón", Madrid, Rialp, 2013, 1ª, 317 pp. [Edición mexicana: "Los cerezos en flor: relatos sobre la expansión del Opus Dei en Japón", México, D.F., MiNos Tercer Milenio, 2015, 1ª ed. mexicana, 420 pp.]
- "Ernesto Cofiño. Perfil de un hombre del Opus Dei (1899-1991)", Madrid, Rialp, 2003, 1ª, 235 pp. [Escrito junto con José Luis Cofiño]
- "El nuevo ateísmo. Hoja de ruta", Madrid, Rialp, 2012, 224 pp. [Escrito junto con Francisco Conesa]
- "San Josemaría Escrivá. Barbastro, 1902 - Roma, 1975: un sembrador de paz", Burgos, Monte Carmelo, 2002, 1ª, 151 pp.
- "Josemaría Escrivá: un hombre, un camino y un mensaje", Bilbao, Grafite Ediciones, 2000, 1ª, 302 pp.
- "José María Somoano en los comienzos del Opus Dei", Madrid, Rialp, 1995, 1ª, 249 pp. [Traducción al italiano: "Col battere dei vostri passi: José María Somoano e gli inizi dell’Opus Dei", Milán, Ares, 1997, 1ª ed. italiana, 237 pp.]
- "Montse Grases: biografía breve", Madrid, Rialp, 1994, 1ª, 200 pp. [Traducido al italiano: "Montse Grases: una ragazza", Milano, Ares, 1995, 1ª ed. italiana, 206 pp.; al francés: "Montsé Grases: Une jeunesse pour Dieu", Paris, Le Laurier, 2001, 1ª ed. francesa, 220 pp.]
- "Montse Grases: la alegría de la entrega", Madrid, Rialp, 1993, 1ª, 502 pp.
- "La paz y la alegría: María Ignacia García Escobar en los comienzos del Opus Dei, 1896-1933", Madrid, Rialp, 2001, 1ª, 234 pp.
- "Piedras de escándalo", Madrid, Palabra, 1992, 1ª, 205 pp. [Traducido al portugués: "Os Santos, pedras de escândalo", São Paulo, Quadrante, 1997, 1ª ed. portuguesa, 179 pp.]
- "Toda la vida a una carta", Madrid, Rialp, 1989, 1ª, 320 pp.
- "Vida del beato Josemaría", Madrid, Rialp, 1992, 1ª, 221 pp. [Traducido al catalán: "Vida del beato Josemaría", Madrid, Rialp, 1992, 1ª, 221 pp.; al euskera: "Josemaría dohatsuaren bizitza", Getxo, Gaztelueta Fundazioa, 1993, 1ª ed. euskera, 227 pp.]

## Otras publicaciones
- "Josemaría Escrivá: Peso y medida en todo, menos en el Amor", Ecclesia, vol. LXII, núm. 3121 (2002), pp. 1449-1450.
- "Josemaría Escrivá, Fundador del Opus Dei (1902-1975) en la Santa Iglesia Catedral de Nuestra Señora la Real de la Almudena de Madrid", Madrid, Rialp, 2002, 1ª, 48 pp.
- "Siervo de Dios Ernesto Cofiño, esposo y padre de familia, del Opus Dei", en Jesús Álvarez Maestro(ed.), vol. LII. "Nuevo Año Cristiano: Octubre", Madrid, Edibesa, 2001, pp. 420-423.
- "Amigos del fundador del Opus Dei", Madrid, Palabra, 1992, 1ª, 60 pp.
- "María Ignacia García Escobar, una mujer del Opus Dei", Madrid, Palabra, 1992, 1ª, 45 pp.
- "Testimonios sobre un clásico de la literatura espiritual", en Morales Marín, José (ed.), Estudios sobre Camino: colección de estudios, Madrid, Rialp, 1988, pp. 89-110.
- Fue editor de la página web https://www.leercamino.org/, que contiene el libro “Camino”, varios estudios sobre la obra más famosa de san Josemaría Escrivá y vídeos.